# Nicon (род)
Nicon (лат.) — род многощетинковых червей семейства нереид. Встречаются в умеренных и тропических водах обоих полушарий.

## Описание
На головной лопасти расположены две антенны и двучленистые пальпы. От близких родов отличаются следующими признаками: глотка гладкая, в ней нет ни папилл, ни парагнат, а в нотоподиях отсутствуют фальцигеры.

## Виды
В состав рода включают около 10 видов. Некоторые виды имеют неясный таксономический статус.
- Nicon ablepsia Wang, Cheng & Wang, 2021[5]
- Nicon abyssalis Hartman, 1967[6]
- Nicon aestuariensis Knox, 1951
- Nicon japonicus  Imajima, 1972[7]
- Nicon maculata  Kinberg, 1865
- Nicon moniloceras  (Hartman, 1940)
- Nicon orensanzi  de Leon-Gonzalez & Trovant, 2013[8]
- ?Nicon peruviana  Berkeley & Berkeley, 1964[9]
- Nicon pettiboneae  de León-González & Salazar-Vallejo, 2003[10]
- ?Nicon pictus  Kinberg, 1865
- Nicon rotunda  Hutchings & Reid, 1990
- ?Nicon tahitanus  Kinberg, 1865
- ?Nicon virgini  Kinberg, 1865
- Nicon yaquinae  Fauchald, 1977